# 阿爾巴尤利亞
阿爾巴尤列亞（卡尔斯堡／魏森堡；鄂圖曼土耳其語：‎）是羅馬尼亞的一個城市。阿爾巴尤列亞是阿爾巴縣的首府所在地。阿爾巴尤列亞在羅馬尼亞和匈牙利兩國的歷史上都有非常重要的地位。

## 外部連結
- （英文） Official site
- （罗马尼亚文） Alba Iulia photo gallery （页面存档备份，存于）